# Милёхин, Михаил Викторович
Михаил Викторович Милёхин (род. 3 апреля 1965, Саратов) — советский и российский хоккеист, нападающий. Российский тренер.

## Биография
Воспитанник саратовского «Кристалла». За команду выступал в сезонах 1982/83 — 1983/84, 1985/86 — 1986/87, 1987/88, 1989/90 — 1993/94, 1996/97. Играл в командах «Химик» Энгельс (1983/84 — 1984/85, 1993/94), СКА Свердловск (1986/87 — 1987/88), «Трактор» Челябинск (1988—1989 — 1989/90), «Лада» Тольятти (1993/94), «Нефтяник» Альметьевск (1997/98). Во втором дивизионе первенства Швеции выступал за клубы «Антйерн» (1994/95) и «Каликс» (1995/96). Завершил карьеру после травмы, полученной в «Нефтянике».
Тренер в московских школах «Серебряные акулы» (2002—2003), ДЮСШ «Крылья Советов» (2005—2011), СДЮШОР «Динамо» (2011—2016).
В 2016 году был приглашён в клуб СКА СПб. В сезонах 2016/17 — 2017/18 — главный тренер команды МХЛ «СКА-1946». Тренер команд «СКА-Варяги» (2018/19, МХЛ) и «СКА-Нева» (2019/20 — 2020/21, ВХЛ). Тренер в команде НМХЛ «Динамо-Юниор» (с сезона 2021/22).
Сыновья Михаил (род. 1988) и Никита (род. 1997) в сезонах 2016/17 — 2017/18 также играли в системе СКА.